# Kryg (wieś)
Kryg – wieś w Polsce położona w województwie małopolskim, w powiecie gorlickim, w gminie Lipinki.
Wieś położona u podnóża Dubnakowej Góry (479 m n.p.m.) i Łysuli (551 m n.p.m.), w dolinie potoków Krygowianki i Królówki. Centrum wsi leży ok. 320 m n.p.m., a zabudowania są na wysokości około 300–400 m n.p.m.
Przez wieś biegnie Karpacko-Galicyjski Szlak Naftowy. Szlak jest jedną z głównych atrakcji turystycznych regionu, a jego celem jest ukazanie reliktów przemysłu naftowego.
Za lasem (Kryg-Góra) znajduje się zielony szlak turystyczny pieszy, prowadzący z Gorlic do Magury (829 m) – Folusz.

## Części miejscowości
| Identyfikator SIMC | Nazwa miejscowości | Rodzaj miejscowości |
| ------------------ | ------------------ | ------------------- |
| 0355855            | Góra               | część wsi           |
| 0355861            | Granice            | część wsi           |
| 0355878            | Jedle              | część wsi           |
| 0355884            | Pańskie            | część wsi           |
| 0355890            | Świniarki          | część wsi           |

## Toponimia

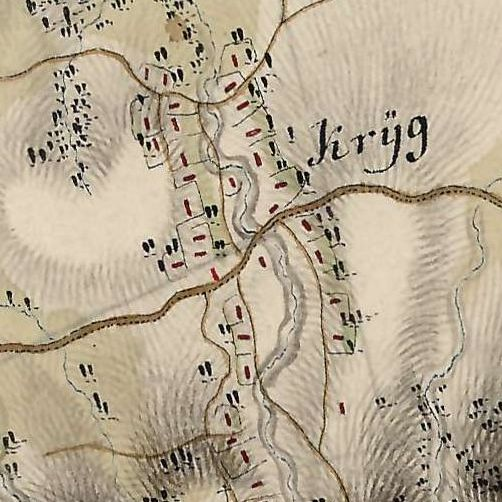
Kryg na mapie Josephinische Landesaufnahme (1763-1787), jako wieś łańcuchówka (Waldhufendorf)

Na przestrzeni dziejów nazwa miejscowości pisana była różnie, między innymi Krig (1398), Kryg (1440), Kryk (1470) i Crik (1529). Podstawą przyjęcia nazwy mogła być średniowieczna forma Krїg, występująca dzisiaj jako niem. Krieg (wojna).
Jest wysoce prawdopodobne, że nazwa wsi pochodzi od staropolskiego słowa „kryg” („kryk”), oznaczającego przyrząd do napinania cięciwy kuszy.

## Historia

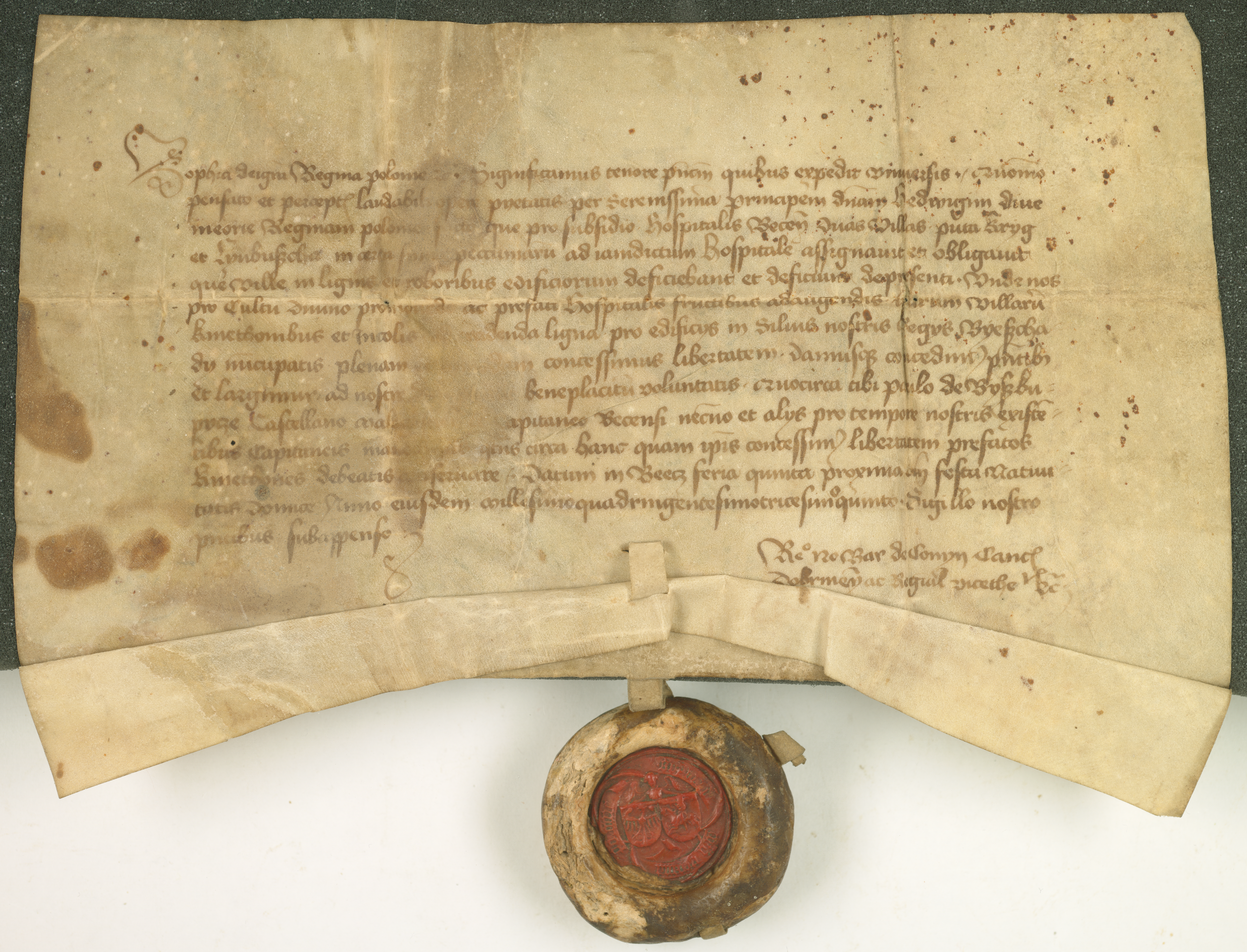
Zofia, królowa polska, pozwala kmieciom ze wsi Kryg i Libusza sprowadzać sobie drzewo z lasów w Bieszczadach. 1435 r.

Według źródeł zgromadzonych przez rodzinę Krygowskich, wieś Kryg, wraz z wsią Libusza stanowić miały królewszczyznę królowej Jadwigi. Kryg lokowany miał być w 1363 r. na prawie niemieckim, podobnie jak większość wsi królewskich starostwa bieckiego. Istnieją dane, że rejon był trudny do zagospodarowania, toteż nowych osadników zwalniano z podatków na okres wielu lat. Fale osadnictwa to chłopstwo, mieszczaństwo, a w końcu rycerstwo, m.in. Gryfici, Strzemieńczykowie, Odrowążowie i Bogorie.
W XIV–XVIII w. wieś należała do królewszczyzn podległych starostwu bieckiemu. Od XVI wieku Kryg oraz pobliskie wsie wchodziły w skład niegrodowego starostwa libuskiego, które przetrwało do pierwszego rozbioru Polski. 
W latach 1755–58 w starostwie libuskim, miał miejsce Bunt chłopski znany w literaturze jako "powstanie libuskie". Bunt obejmował 12 wsi, podległych starostwu i obejmował min wieś Kryg.
Po roku 1776 całe starostwo, w tym Kryg, zostało zakupione przez Ewarysta Andrzeja Kuropatnickiego herbu Nieczuja. Nad przysiółkiem Granice wznosi się góra Zamkowa (lub Zamek). Tuż pod szczytem odnaleziono ślady zamczyska (lub dworu obronnego) z XV–XVI wieku (fragmenty ceramiki i murów). W tym samym przysiółku znajduje się również wzgórze, na którym według legend w XVIII i XIX był ogromny, masowy cmentarz dla zwierząt i ludzi, którzy zmarli w czasie epidemii.
W Krygu w 1885 roku powstała Szkoła Wiertaczy i Kierowników Kopalń.
W latach 1954–1972 wieś należała i była siedzibą władz gromady Kryg. 

## Zabytki
Obiekt wpisany do rejestru zabytków nieruchomych województwa małopolskiego.
- Wiatrak typu paltrak, spotykany dziś w małopolskich i podkarpackich skansenach.

## Inne zabytki

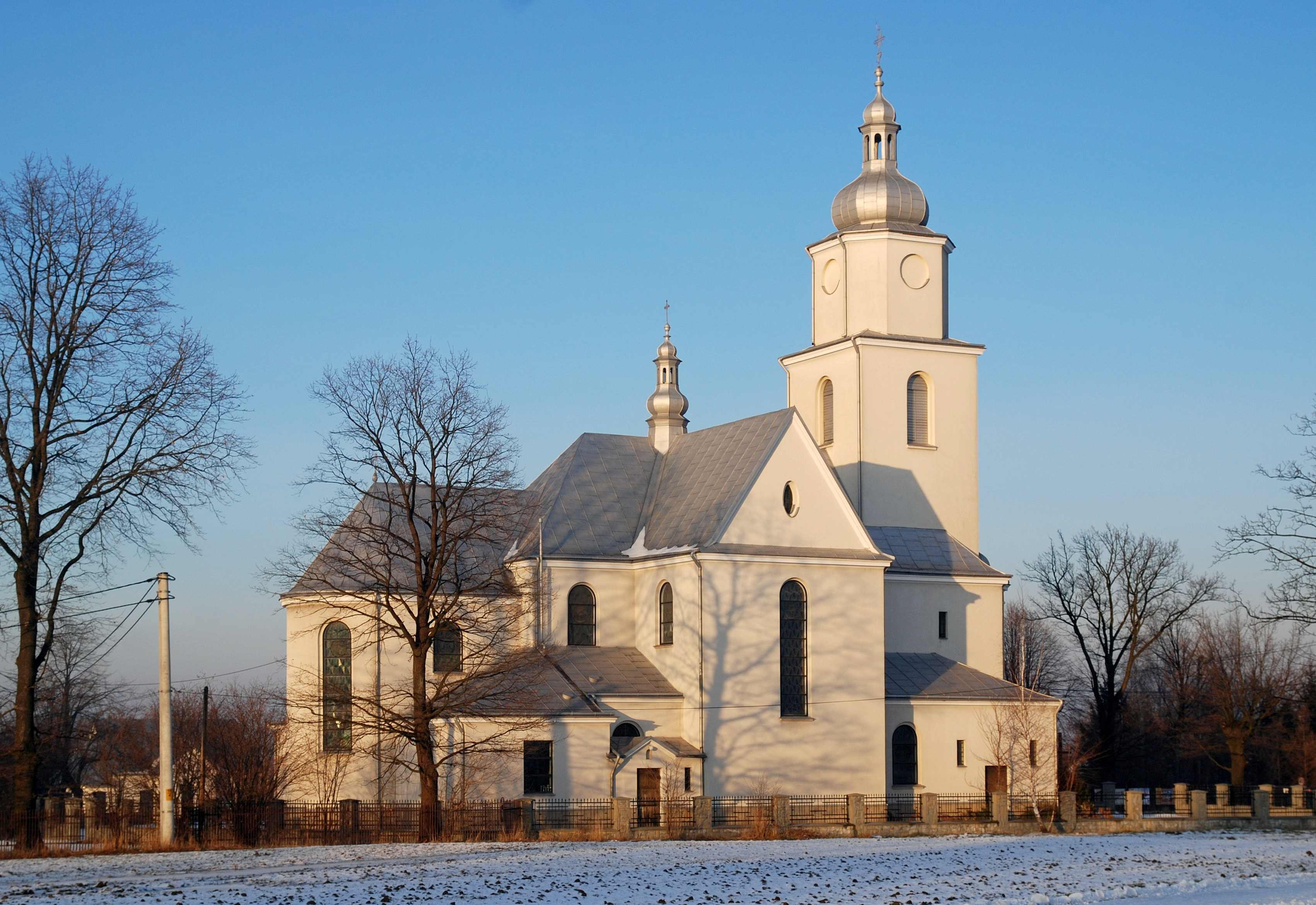
Kościół parafialny

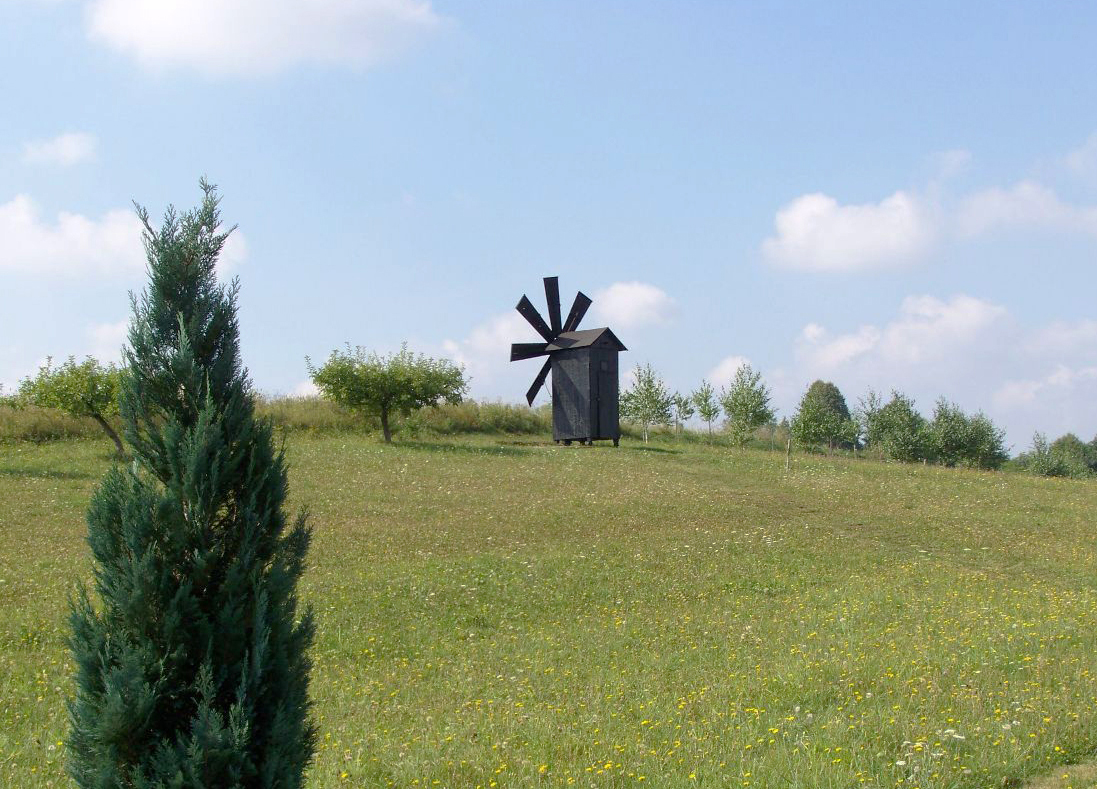
Wiatrak typu paltrak. Kryg

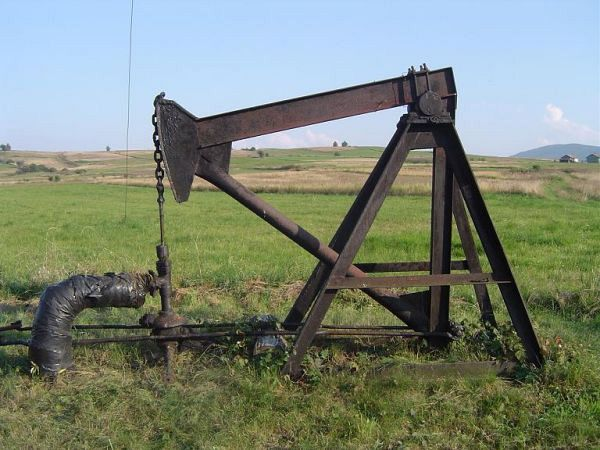
Zabytkowy kiwon w Krygu

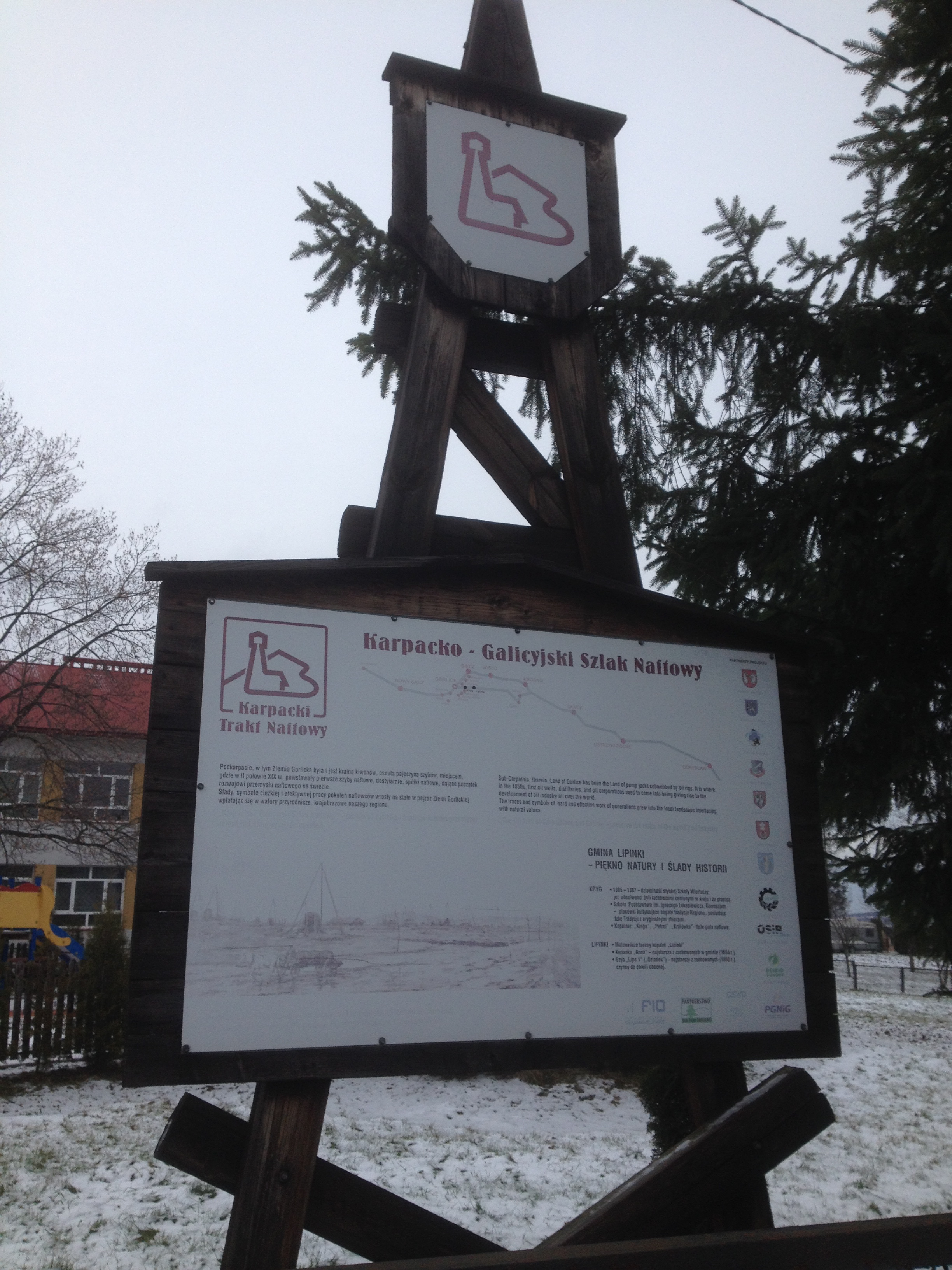
Tablica informacyjna: Karpacko-Galicyjski Szlak Naftowy. W tle Zespół Szkół w Krygu (izba pamięci)

- Kościół z lat 30. XX wieku należący do miejscowej parafii Matki Bożej Królowej Polski, którego inicjatorem był społecznik Błażej Kosiba[17]. Murowana trzynawowa świątynia utrzymana w stylu barokowym powstała w latach 1932–1934. Wyposażenie kościoła, w tym organy jedenastogłosowe, zostały wykonane w 1991 roku[18]. Witraże zostały ufundowane przez miejscowych nafciarzy[7];
- zabudowy zagrodowe (murowane i drewniane) z dachami naczółkowymi;
- figura św. Barbary – patronki górników. Fundatorem figury był w 1875 roku naftowiec – hrabia Adam Skrzyński. Figura została wzniesiona w pobliżu kopalni ropy naftowej.

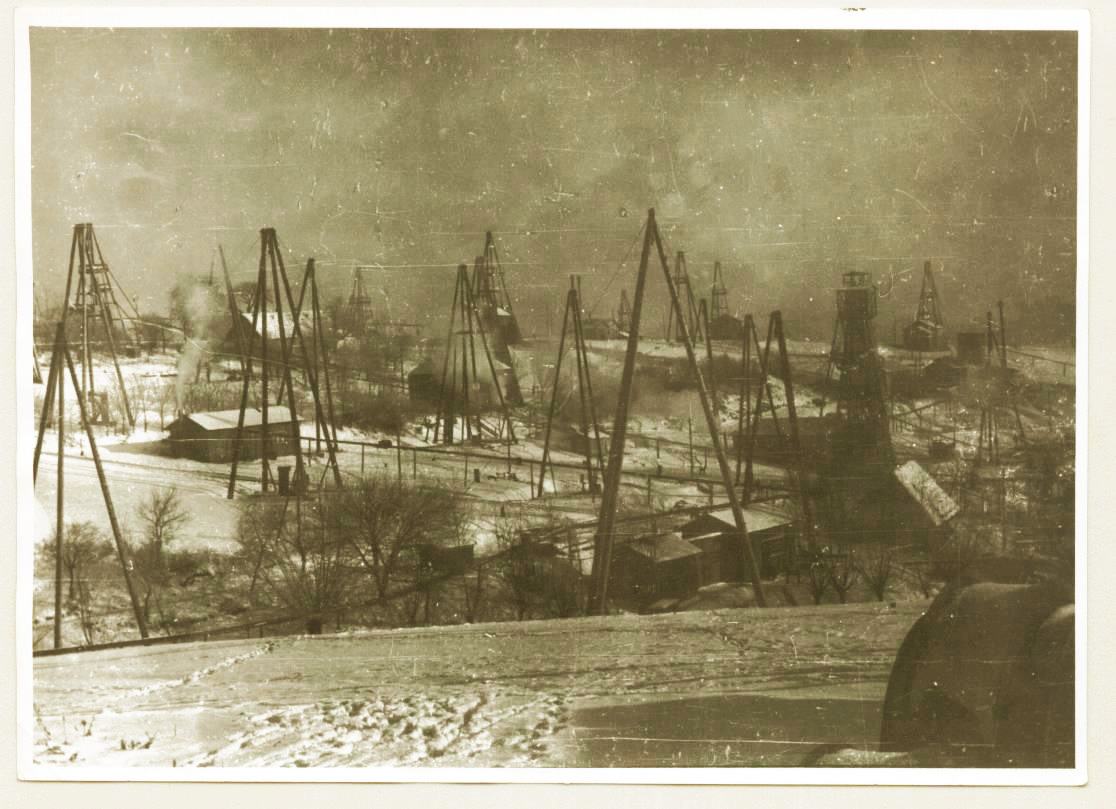
Kryg, kopalnia 1943

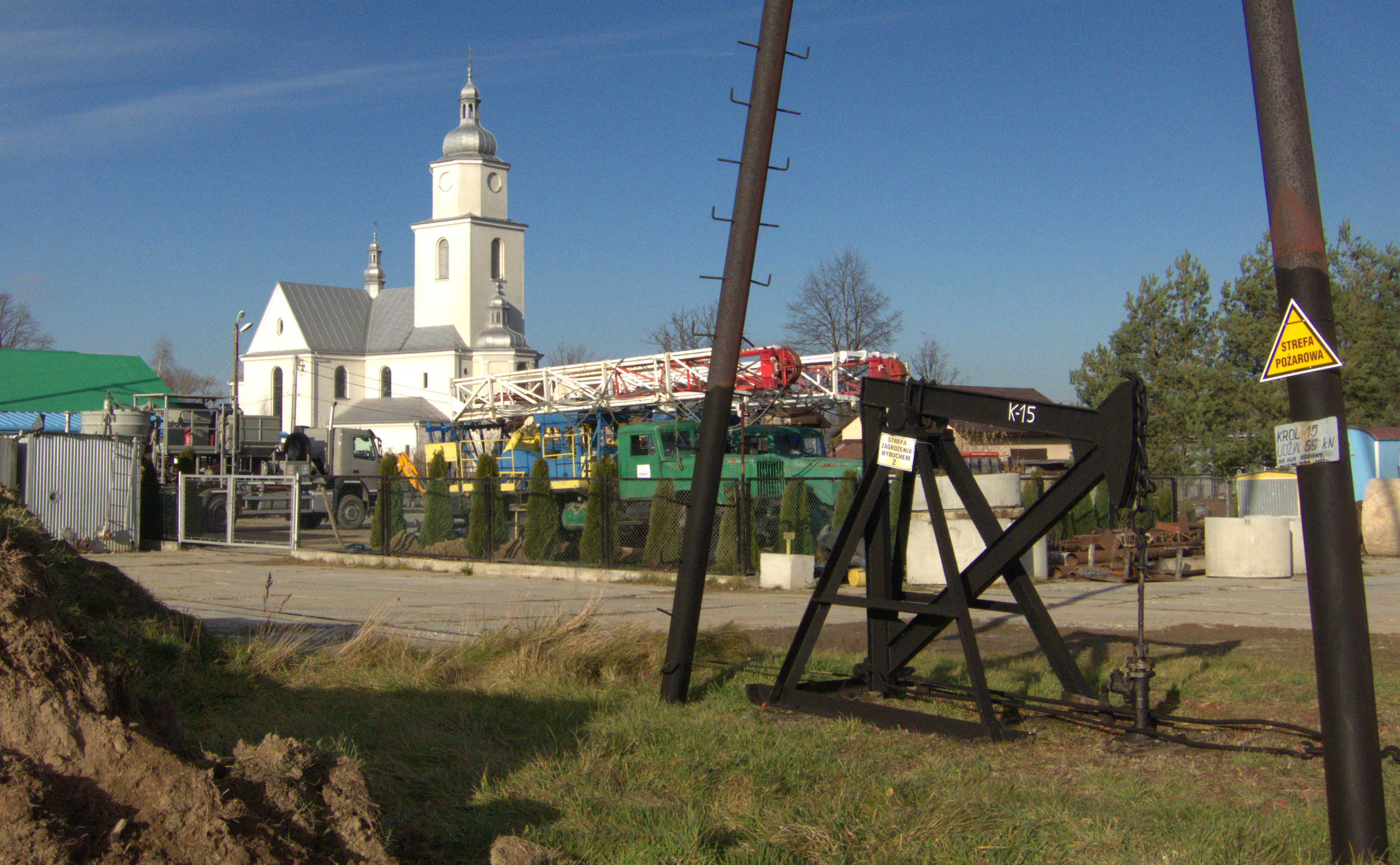
Kiwon w Krygu obok kościoła.

### Szyby naftowe
Na terenie wsi znajduje się kilkadziesiąt szybów naftowych (obecnie w znacznej części likwidowanych). Historia wydobycia ropy naftowej w okolicy wsi sięga XIX wieku.
Odkrycia pól naftowych na terenach między Dominikowicami a Krygiem dokonał hrabia Adam Skrzyński. W drugiej połowie XIX wieku, w okresie gwałtownego rozwoju wydobycia ropy naftowej, złoża krygowskie oceniane były jako jedne z najbardziej wydajnych na Podkarpaciu.
Pod koniec XIX wieku działalność wydobywczą w Krygu prowadziły cztery firmy naftowe. Duży wkład w rozwój przemysłu naftowego w Krygu wniósł Ignacy Król (1892–1960), współwłaściciel kopalni „Królówka”. Złoża krygowskie przyniosły fortunę m.in. Władysławowi Długoszowi – polskiemu magnatowi naftowemu, mieszkającemu od 1900 roku w Zespole pałacowo-parkowym w Siarach.
Do dziś na terenie wsi Kryg istnieją liczne ślady niegdyś świetnie prosperującego przemysłu naftowego. Są to malownicze pola naftowe z zachowanymi kiwonami i trojakami kopalni Kinga, Królówka, Sobieski, Władysław i Petrol.
W Zespole Szkół w Krygu utworzone zostało małe muzeum - Izba pamięci z kolekcją lamp naftowych.

## Sport
We wsi działa piłkarski klub sportowy LKS Nafta Kryg, założony w 1995 roku, pod obecną nazwą od 2003.

## Edukacja
W Zespole Szkół w Krygu uczniowie mają możliwość nauki języka łemkowskiego.